# Maartje Keuning
Maartje Keuning (* 26. April 1998 in Stompetoren) ist eine niederländische Wasserballspielerin. Sie war mit der niederländischen Nationalmannschaft Olympiadritte 2024, Weltmeisterin 2023 und Europameisterin 2024.

## Sportliche Karriere
Maartje Keuning studierte Sozialarbeit an der University of Hawaiʻi at Mānoa und trat auch für deren Sportteam an. 2024 spielte sie in Spanien bei Club Natació Sabadell.
2016 debütiertet sie in der Nationalmannschaft. 2019 belegten die Niederländerinnen den siebten Platz bei der Weltmeisterschaft in Gwangju. Wegen der COVID-19-Pandemie fanden die Olympischen Spiele in Tokio erst 2021 statt. Die Niederländerinnen verloren im Viertelfinale mit 11:14 gegen die Ungarinnen und belegten dann den sechsten Platz.
Bei der Weltmeisterschaft 2023 in Fukuoka bezwangen die Niederländerinnen im Halbfinale die Italienerinnen und im Finale die Spanierinnen. Im Jahr darauf siegten die Niederländerinnen bei der Europameisterschaft in Eindhoven und wurden Fünfte bei der Weltmeisterschaft in Doha. Bei den Olympischen Spielen 2024 in Paris verloren die Niederländerinnen im Halbfinale nach Fünf-Meter-Schießen gegen die Spanierinnen, wobei Keuning ihren Penalty verwandelte. Im Spiel um den dritten Platz bezwangen die Niederländerinnen die Titelverteidigerinnen aus den Vereinigten Staaten.